# منادولوژی
منادولوژی کتابی از گتفرید ویلهلم لایبنیتس است.
لایب نیتس در آخرین اقامت خود از ۱۷۱۲ تا سپتامبر ۱۷۱۴ در وین، دو متن کوتاه به زبان فرانسه نوشت که به معنای بیان مختصر فلسفه وی بود.
پس از مرگ وی "Principes de la nature et de la grâce fondés en raison"، به معنی اصول طبیعت و فضل مبتنی بر عقل، که برای شاهزاده اوژن ساووی در نظر گرفته شده بود، در هلند به زبان فرانسه چاپ شد.
کریستین ولف و همکارانش ترجمه‌های دوم را به آلمانی و لاتین منتشر کردند که به عنوان Monadology معروف شد.
آنها بدون دیدن نشریه Principes در هلند تصور می‌کردند که این مقاله اصلی Monadology در فرانسه است که در واقع تا سال ۱۸۴۰ منتشر نشده‌است.
ترجمه آلمانی در سال ۱۷۲۰ با عنوان "Lehrsätze über die Monadologie" پیدا شد و سال بعد Principia نسخه لاتین را به عنوان "Acta Eruditorum" فلسفه چاپ کرد.
سه نسخه خطی اصلی از متن وجود دارد: نسخه اول توسط لایب نیتس نوشته شده و با اصلاحات بیش از حد تصحیح شده و دو نسخه دیگر با برخی اصلاحات که در یکی وجود دارد اما در دیگری تصحیح نشده‌است.
خود لایب نیتس ارجاعاتی را به پاراگرافهای Théodicée خود ("Theodicy"، یعنی توجیه خدا) وارد کرده و خواننده علاقه‌مند را برای جزئیات بیشتر به آنجا ارجاع داده است.

## ترجمهٔ فارسی
این کتاب با ترجمهٔ یحیی مهدوی در سال ۱۳۷۵ منتشر و در مراسم کتاب سال جمهوری اسلامی ایران به‌عنوان کتاب برگزیده معرفی شد.